# مجال تكاملي
في الرياضيات وبالتحديد في الجبر التجريدي، مجال تكاملي (بالإنجليزية: Integral domain)‏ هو حلقة تبادلية غير فارغة، حيث جداء عنصرين اثنين مختلفين عن الصفر، مهما كانا، هو عنصر مختلف عن الصفر.

## أمثلة
- أول مثال على المجال التكاملي، مجموعة الأعداد الصحيحة {\displaystyle \mathbb {Z} }.